# Promozione Piemonte-Valle d'Aosta 1979-1980
Nella stagione 1979-1980 la Promozione era sesto livello del calcio italiano (il massimo livello regionale). Qui vi sono le statistiche relative al campionato in Piemonte e in Valle d'Aosta gestito dal Comitato Regionale Piemonte-Valle d'Aosta.
Il campionato è strutturato in vari gironi all'italiana su base regionale, gestiti dai Comitati Regionali di competenza. Promozioni alla categoria superiore e retrocessioni in quella inferiore non erano sempre omogenee; erano quantificate all'inizio del campionato dal Comitato Regionale secondo le direttive stabilite dalla Lega Nazionale Dilettanti, ma flessibili, in relazione al numero delle società retrocesse dalla Serie D e perciò, a seconda delle varie situazioni regionali, la fine del campionato poteva avere degli spareggi sia di promozione che di retrocessione.

## Girone A

### Squadre partecipanti
| Squadra                  | Città (provincia)             |
| ------------------------ | ----------------------------- |
| U.S. Bollengo            | Bollengo (TO)                 |
| A.S. Borgosesia          | Borgosesia (VC)               |
| A.C. Castellettese       | Castelletto sopra Ticino (NO) |
| A.S. Cossatese           | Cossato (VC)                  |
| U.S. Crescentinese       | Crescentino (VC)              |
| Soc. Gravellona Sportiva | Gravellona Toce (NO)          |
| U.S.I. Grignasco         | Grignasco (NO)                |
| G.S. Iris Borgoticino    | Borgo Ticino (NO)             |
| U.S. Ivrea               | Ivrea (TO)                    |
| A.S. Meina               | Meina (NO)                    |
| Oleggio Sportiva         | Oleggio (NO)                  |
| A.S. Pont Donnaz         | Pont-Saint-Martin (AO)        |
| A.C. Trecate             | Trecate (NO)                  |
| S.S. Verbania            | Verbania (NO)                 |
| F.C. Vigliano            | Vigliano Biellese (VC)        |
| A.S. Virtus Villadossola | Villadossola (NO)             |

### Classifica finale
|  | Pos. | Squadra             | Pt  | G   | V   | N   | P   | GF  | GS  | DR  |
|  | ---- | ------------------- | --- | --- | --- | --- | --- | --- | --- | --- |
|  | 1.   | Iris Borgoticino    | 47  | 30  | 19  | 9   | 2   | 59  | 22  | +37 |
|  | 2.   | Gravellona          | 47  | 30  | 19  | 9   | 2   | 45  | 13  | +32 |
|  | 3.   | Castellettese       | 35  | 30  | 12  | 11  | 7   | 40  | 27  | +13 |
|  | 4.   | Trecate             | 33  | 30  | 11  | 11  | 8   | 39  | 24  | +15 |
|  | 4.   | Grignasco           | 33  | 30  | 11  | 11  | 8   | 32  | 28  | +4  |
|  | 4.   | Cossatese           | 33  | 30  | 12  | 9   | 9   | 36  | 35  | +1  |
|  | 7.   | Verbania            | 31  | 30  | 10  | 11  | 9   | 38  | 37  | +1  |
|  | 7.   | Virtus Villadossola | 31  | 30  | 12  | 7   | 11  | 33  | 31  | +2  |
|  | 9.   | Oleggio             | 29  | 30  | 10  | 9   | 11  | 34  | 35  | -1  |
|  | 9.   | Pont Donnaz         | 29  | 30  | 10  | 9   | 11  | 35  | 37  | -2  |
|  | 11.  | Borgosesia          | 28  | 30  | 9   | 10  | 11  | 31  | 36  | -5  |
|  | 12.  | Ivrea               | 27  | 30  | 9   | 9   | 12  | 42  | 43  | -1  |
|  | 13.  | Crescentinese       | 25  | 30  | 8   | 9   | 13  | 27  | 43  | -16 |
|  | 14.  | Meina               | 20  | 30  | 8   | 4   | 18  | 23  | 40  | -17 |
|  | 15.  | Bollengo            | 18  | 30  | 5   | 8   | 17  | 25  | 45  | -20 |
|  | 16.  | Vigliano            | 14  | 30  | 4   | 6   | 20  | 20  | 63  | -43 |
|  |      |                     | 480 | 480 | 169 | 142 | 169 | 559 | 559 | 0   |

Legenda:
      Promosso in Serie D 1980-1981.
      Retrocesso in Prima Categoria.
Regolamento:
Due punti a vittoria, uno a pareggio, zero a sconfitta.
Pari merito in caso di pari punti.
Differenza reti generale per stabilire le retrocessioni in caso di pari punti.

### Spareggio per il 1º posto in classifica e promozione in Serie D
|            | Risultati |                  | Luogo e data           |
| ---------- | --------- | ---------------- | ---------------------- |
| Gravellona | 0 - 1     | Iris Borgoticino | Novara, 22 giugno 1980 |
|            |           |                  |                        |

- L'Iris Borgoticino è promossa in Serie D.

## Girone B

### Squadre partecipanti
| Squadra                          | Città (provincia)                     |
| -------------------------------- | ------------------------------------- |
| Acqui U.S. Srl                   | Acqui Terme (AL)                      |
| U.S. Balangero Combi             | Balangero (TO)                        |
| Pol. Busca                       | Busca (CN)                            |
| U.S. Cafasse Sociale             | Cafasse (TO)                          |
| A.S. Carassonese Mondovì         | Mondovì (CN)                          |
| U.S. Cheraschese                 | Cherasco (CN)                         |
| A.C. Cuneo                       | Cuneo                                 |
| U.S. Fossanese                   | Fossano (CN)                          |
| A.C. Grugliasco                  | Grugliasco (TO)                       |
| G.S. Orbassano                   | Orbassano (TO)                        |
| G.S. Pertusa                     | Torino                                |
| U.S. Saviglianese                | Savigliano (CN)                       |
| G.S. Seo Borgaro Monterosa       | Borgaro Torinese (TO)                 |
| U.S. Susa                        | Susa (TO)                             |
| G.S. Valerio Bacigalupo          | Torino                                |
| U.S. A.S.C.A. Valle S.Bartolomeo | Alessandria-Valle San Bartolomeo (AL) |

### Classifica finale
|  | Pos. | Squadra               | Pt  | G   | V   | N   | P   | GF  | GS  | DR  |
|  | ---- | --------------------- | --- | --- | --- | --- | --- | --- | --- | --- |
|  | 1.   | Orbassano             | 50  | 30  | 21  | 8   | 1   | 81  | 22  | +59 |
|  | 2.   | Cuneo                 | 42  | 30  | 19  | 4   | 7   | 50  | 30  | +20 |
|  | 3.   | Seo Borgaro Monterosa | 40  | 30  | 14  | 12  | 4   | 43  | 20  | +23 |
|  | 4.   | Carassonese Mondovì   | 38  | 30  | 14  | 10  | 6   | 44  | 43  | +1  |
|  | 5.   | Acqui                 | 35  | 30  | 14  | 7   | 9   | 45  | 34  | +11 |
|  | 5.   | Cafasse Sociale       | 35  | 30  | 11  | 13  | 6   | 38  | 27  | +11 |
|  | 7.   | Valerio Bacigalupo    | 30  | 30  | 12  | 6   | 12  | 40  | 45  | -5  |
|  | 7.   | Fossanese             | 30  | 30  | 9   | 12  | 9   | 33  | 33  | 0   |
|  | 9.   | Busca                 | 28  | 30  | 6   | 16  | 8   | 30  | 32  | -2  |
|  | 10.  | Grugliasco            | 27  | 30  | 9   | 9   | 12  | 40  | 36  | +4  |
|  | 11.  | Balangero Combi       | 26  | 30  | 10  | 6   | 14  | 31  | 42  | -11 |
|  | 12.  | Cheraschese           | 26  | 30  | 6   | 14  | 10  | 38  | 40  | -2  |
|  | 13.  | Saviglianese          | 23  | 30  | 7   | 9   | 14  | 26  | 34  | -8  |
|  | 14.  | Pertusa               | 22  | 30  | 6   | 10  | 14  | 22  | 39  | -17 |
|  | 15.  | Susa                  | 16  | 30  | 4   | 8   | 18  | 24  | 51  | -27 |
|  | 16.  | Valle San Bartolomeo  | 11  | 30  | 3   | 6   | 21  | 23  | 80  | -57 |
|  |      |                       | 480 | 480 | 165 | 150 | 165 | 608 | 608 | 0   |

Legenda:
      Promosso in Serie D 1980-1981.
  Retrocesso e in seguito riammesso.
      Retrocesso in Prima Categoria.
Regolamento:
Due punti a vittoria, uno a pareggio, zero a sconfitta.
Pari merito in caso di pari punti.
Differenza reti generale per stabilire le retrocessioni in caso di pari punti.

### Spareggio fra le 14.esime per un'ulteriore retrocessione
|       | Risultato |         | Luogo e data |
| ----- | --------- | ------- | ------------ |
| Meina | 2 - 0     | Pertusa | ??, ? ? 1980 |
|       |           |         |              |

- Il Pertusa retrocede, ma viene riammesso avendo acquisito il titolo sportivo del Balangero mediante fusione.